# Кладовиці (Псковська область)
Кладовиці (рос. Кладовицы) — присілок в Локнянському районі Псковської області Російської Федерації.
Населення становить 112 осіб. Входить до складу муніципального утворення Михайловская волость.

## Історія
Від 2015 року входить до складу муніципального утворення Михайловская волость.

## Населення
| 2001 | 2002 | 2010 |
| ---- | ---- | ---- |
| 127  | ↘110 | ↗112 |